# 奥琵琶湖パークウェイ

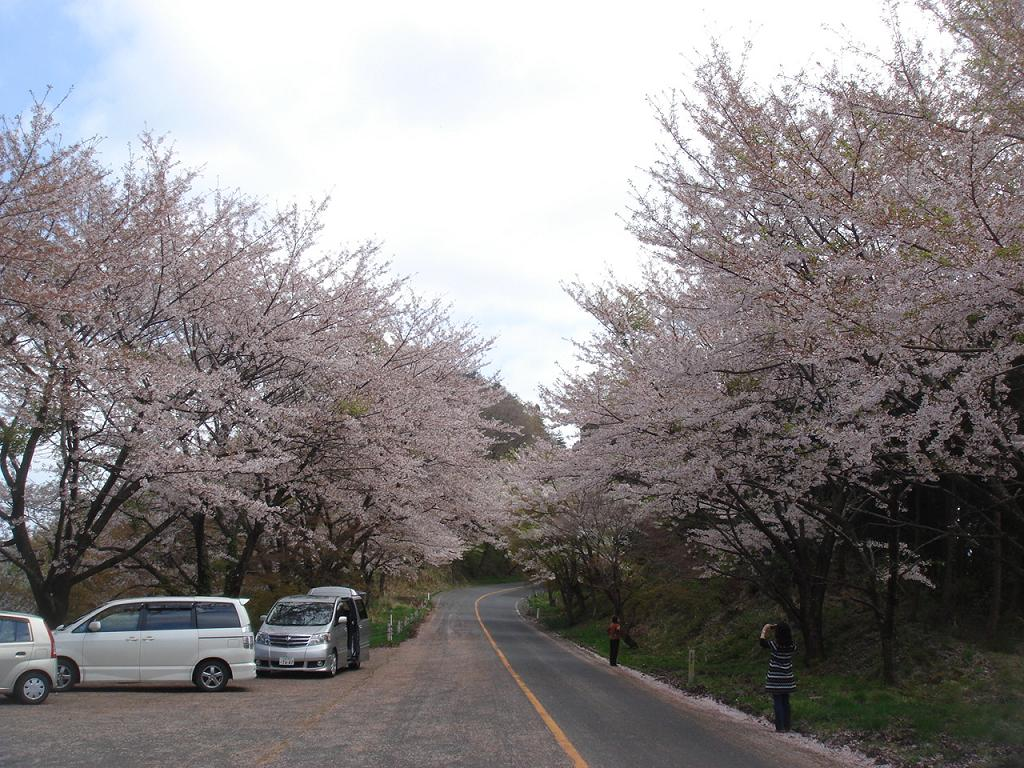
奥琵琶湖パークウェイ（2008年4月）

奥琵琶湖パークウェイ（おくびわこパークウェイ）は、滋賀県長浜市西浅井町大浦と滋賀県長浜市西浅井町岩熊（）を結ぶ道路。かつては滋賀県道路公社が管理する有料道路であったが、現在は無料で通行できる。
なお、つづら尾崎展望台を境に西側（菅浦ゲート・大浦方面）が滋賀県道513号葛籠尾崎大浦線、東側（月出ゲート・岩熊口方面）が滋賀県道512号葛籠尾崎塩津線に属している。

## 概要
奥琵琶湖の観光促進のために設けられた全長18.8 kmのドライブウェイであり、総事業費は23億5,000万円であった。当ドライブウェイは春は桜の名所、秋は紅葉の名所として有名であり、観光客でにぎわう。
かつては両方向とも（片側1車線で）通り抜けることが可能だったが、現在は［つづら尾崎展望台 → 月出］間は片方向（一方通行）しか通行することができない（後述）。なお、山岳区間の［菅浦ゲート - つづら尾崎展望台 - 月出ゲート］間は夜間通行止め（後述）となるため、国道303号へ迂回しなければならない。

## 歴史
- 1968年（昭和43年）11月29日：事業許可が認可される[2]。
- 1971年（昭和46年）9月29日：滋賀県が管理する道路として開通[5]。
- 1972年（昭和47年）10月15日：管理を滋賀県道路公社に移管[2][6]。
- 1989年（平成元年）4月1日：無料開放[2][6]。これに併せて、滋賀県の管理に戻る。
- 2006年（平成18年）4月1日：［つづら尾崎展望台 - 月出ゲート］間の両方向通行を取り止め。同区間を［つづら尾崎展望台 → 月出ゲート］間の片方向通行に変更[7]。
- 2013年（平成25年）4月1日：［菅浦ゲート - 月出ゲート］間の一方通行規制の管理を、滋賀県公安委員会に移管[7]。
- 2023年（令和5年）9月1日：通行時間を［8時00分 - 18時00分］に短縮[注 2][8]。

## 展望台

### つづら尾崎展望台
滋賀県道の境界点（先述）にある休憩所を兼ねた展望台。長浜市高月町と伊吹山方面を眺めることができる。ここから菅浦ゲート方面は両方向通行（片側1車線）、月出ゲート方面は片方向通行（一方通行）となっているため、菅浦ゲート方面へ戻ることができる。なお、月出ゲート方面へ向かう走路は［つづら尾崎展望台 → 月出ゲート］間を片方向通行へ変更する時に当展望台を経由するルートへ変更されたため、この展望台を経由しないと月出ゲート・岩熊口（）方面へ通り抜けることができなくなった。
この展望台ある施設は下記のとおり。
- 駐車場
- トイレ
- レストランつづら尾崎
- つづら尾崎売店
- どうぶつの森（広場）
- 恋人の聖地 〜丸子船が運ぶ恋・奥びわ湖長浜 〜[11]

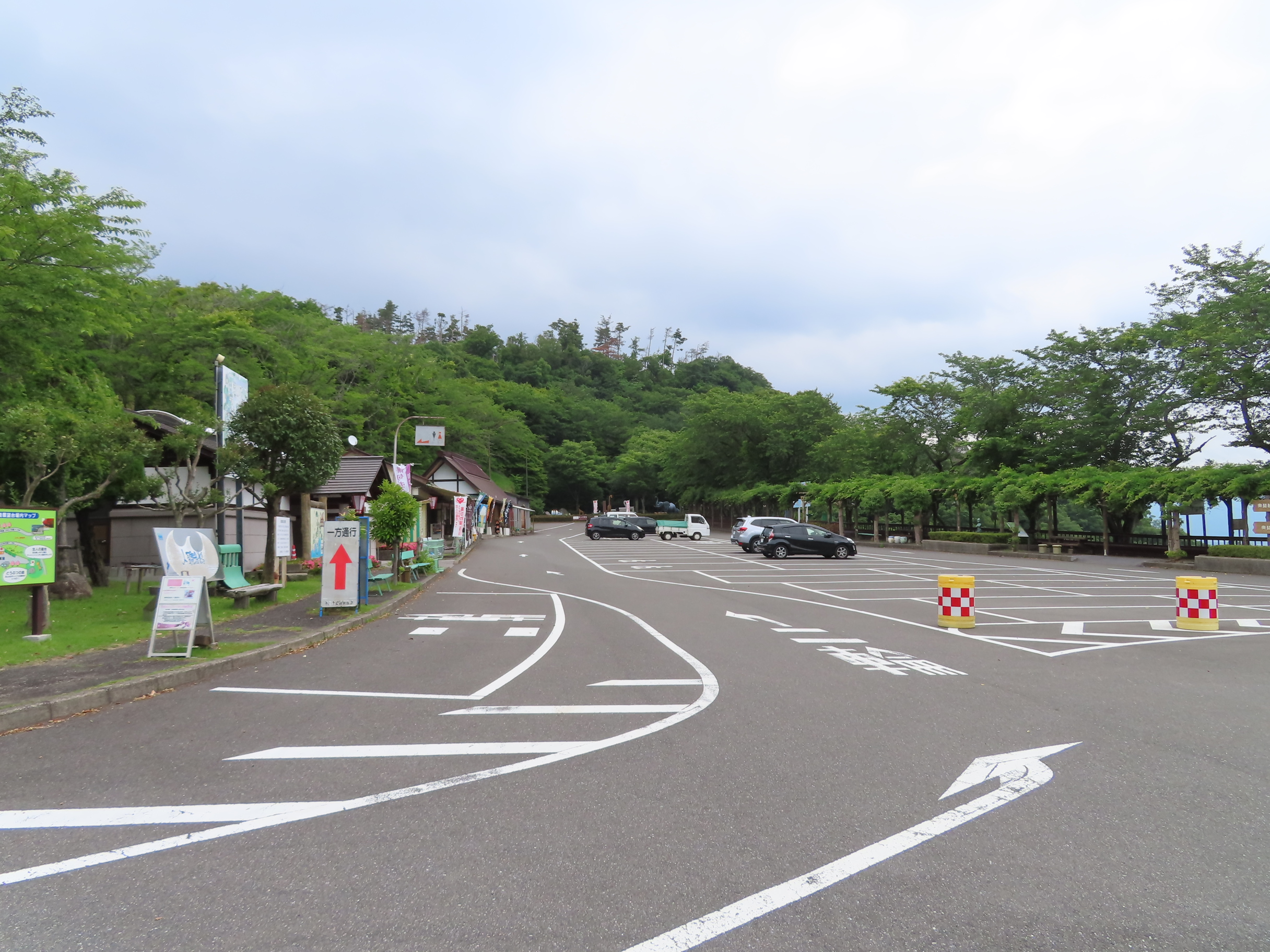
つづら尾崎展望台
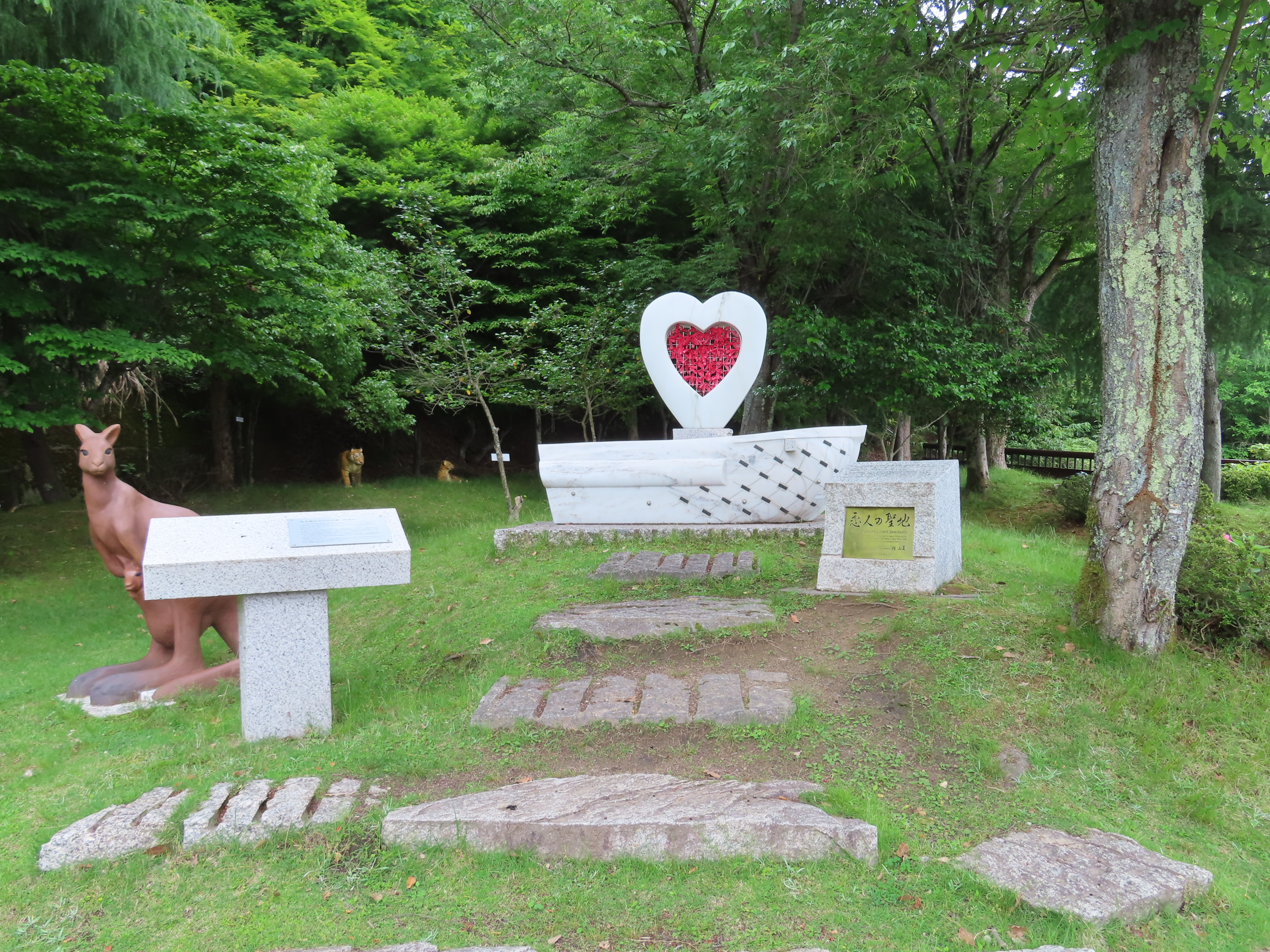
恋人の聖地 〜丸子船が運ぶ恋・奥びわ湖長浜 〜

### 月出展望台
トーテムポールとベンチを設けている展望台であるが、片方向通行に変更した後は出入口が1ヵ所に減少した。
この展望台ある施設は下記のとおり。トイレ（閉鎖）と広場は駐車場の向かい側にあるが、横断歩道は設けられていない。
- 駐車場
- トイレ（老朽化およびイタズラ防止のため閉鎖）
- 広場

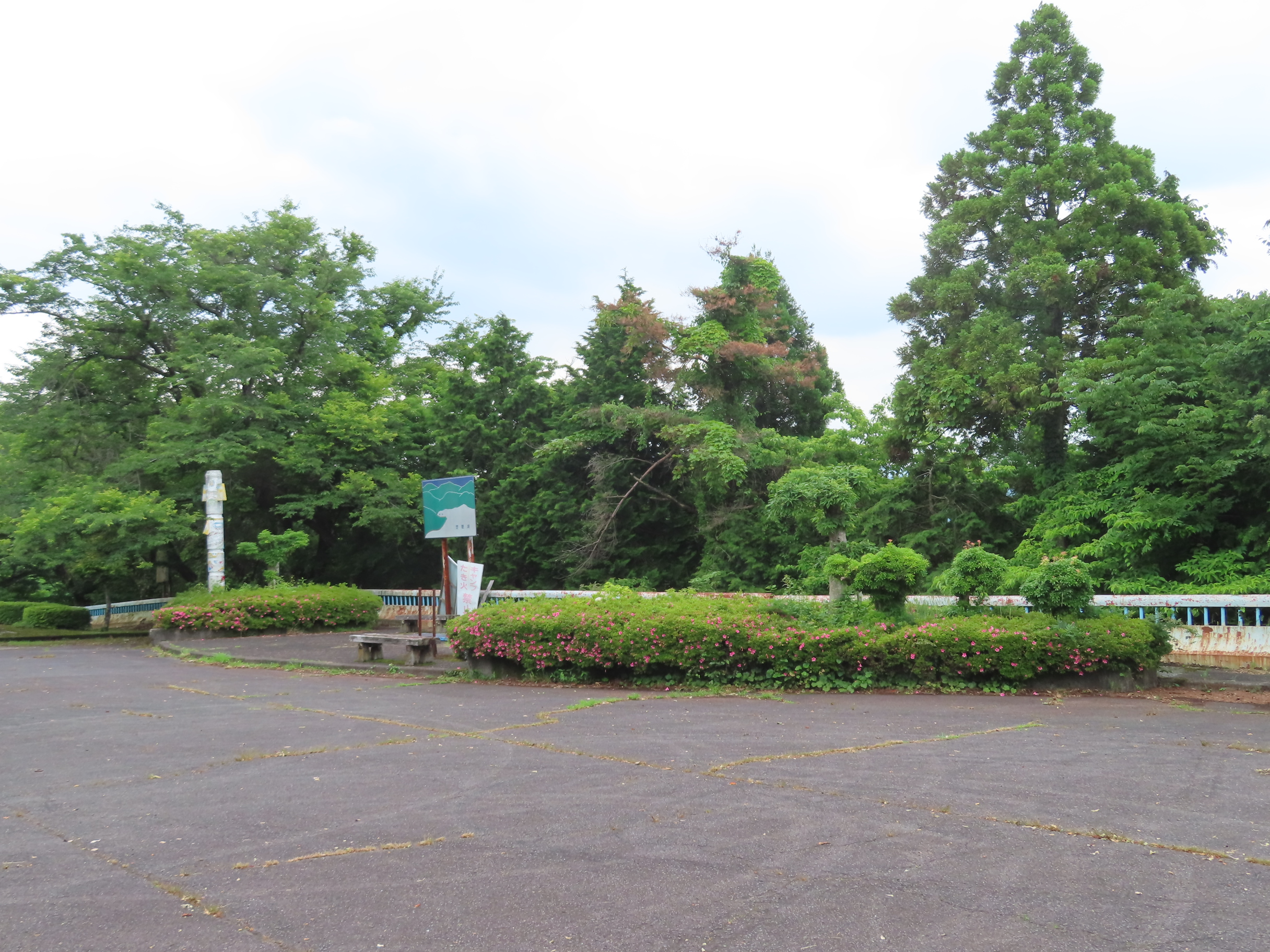
月出展望台

上記の他、駐車スペースを数ヵ所設けているが、それらの案内はすべて省略する。

## 制限事項
ここでは、道路の速度や進行方向などに関する制限および通行止め区間に関する情報を解説する。

### 速度・方向など
この道路は自転車も通行することはできるが、進行方向のルールは自動車に準ずる。なお、山岳区間を含む全区間で歩行者の通行制限は設けられていないが、山岳区間内を徒歩で登降りすることは危険である。このため、登山道（山岳コース）を通ったほうがよい。
- 大浦 - 菅浦ゲート

駐車禁止、速度制限は40キロ（注：一部区間は追い越しも禁止）
片道1車線の両方向通行。全区間、琵琶湖に沿っている。沿道には「赤崎丸子船P ささなみ一里塚」など、駐車場がいくつか存在する。
- 菅浦ゲート - つづら尾崎展望台

駐停車（軽車両を除く）・追い越し・転回（Uターン）禁止、速度制限は30キロ
片道1車線の両方向通行。山岳区間のため、夜間および冬期（12月 - 翌年3月）は通行止め。
- つづら尾崎展望台 → 月出ゲート

一方通行・駐車禁止、速度制限は40キロ
この区間内のみ一方通行。山岳区間のため、夜間および冬期（12月 - 翌年3月）は通行止め。
- 月出ゲート - 岩熊センター付近 - 岩熊

駐車・追い越し禁止、速度制限は30キロ
片道1車線の両方向通行となっているが、月出ゲートの手前で国道303号の八田部（）へ抜けるトンネル（湖北随道）は廃隧道となったため、実質一方通行といえる（注：逆走となる方には所々に「迂回願います」や「進入できません」の立て看板を設けている）。

### 通行止め
山岳区間（［菅浦ゲート - つづら尾崎展望台 - 月出ゲート］間）は下記の事項に該当すると通行止めとなる。なお、災害や事故などで通行が困難となった場合はそれ以外の区間もその対象となる。
山岳区間の通行止め
- 夜間 - 翌日早朝（18時 - 翌朝8時）
- 冬季（12月 - 翌年3月の指定期間内）
- 連続雨量（降り始めからの累加雨量[14]）が100ミリを超えた場合[7]
- 災害（山崩れなど）・事故・路盤不良・その他トラブルが発生し、通行が困難となった場合

## 周辺施設

### 観光地
- 菅浦 - 葛籠尾崎（）の西側の入り江に位置する湖岸集落。「菅浦ゲート」でこの集落の方へ向かう道と分岐する。
- 海津大崎 - 付近にある桜の名所。

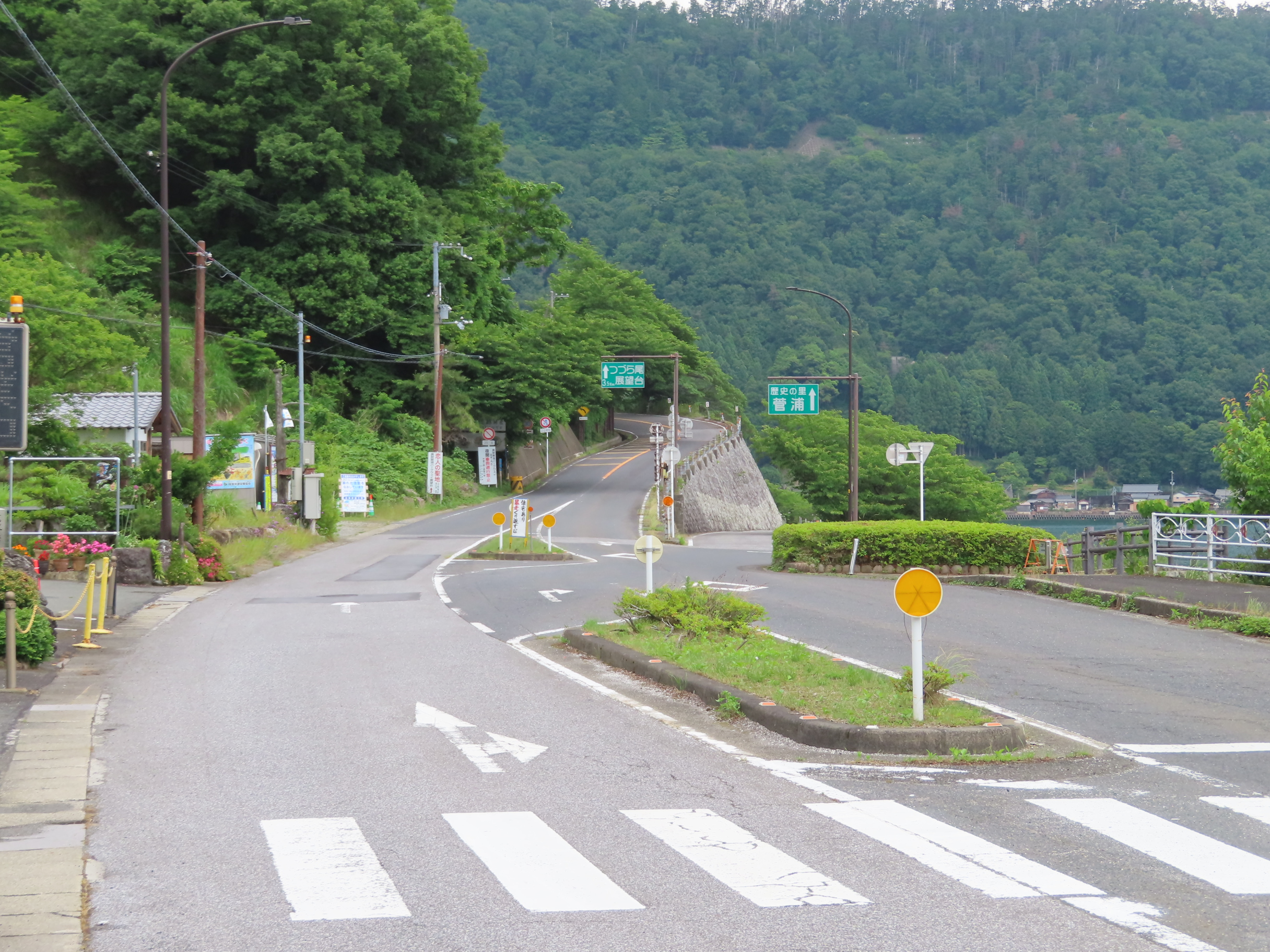
菅浦地区への分岐点（菅浦ゲート）
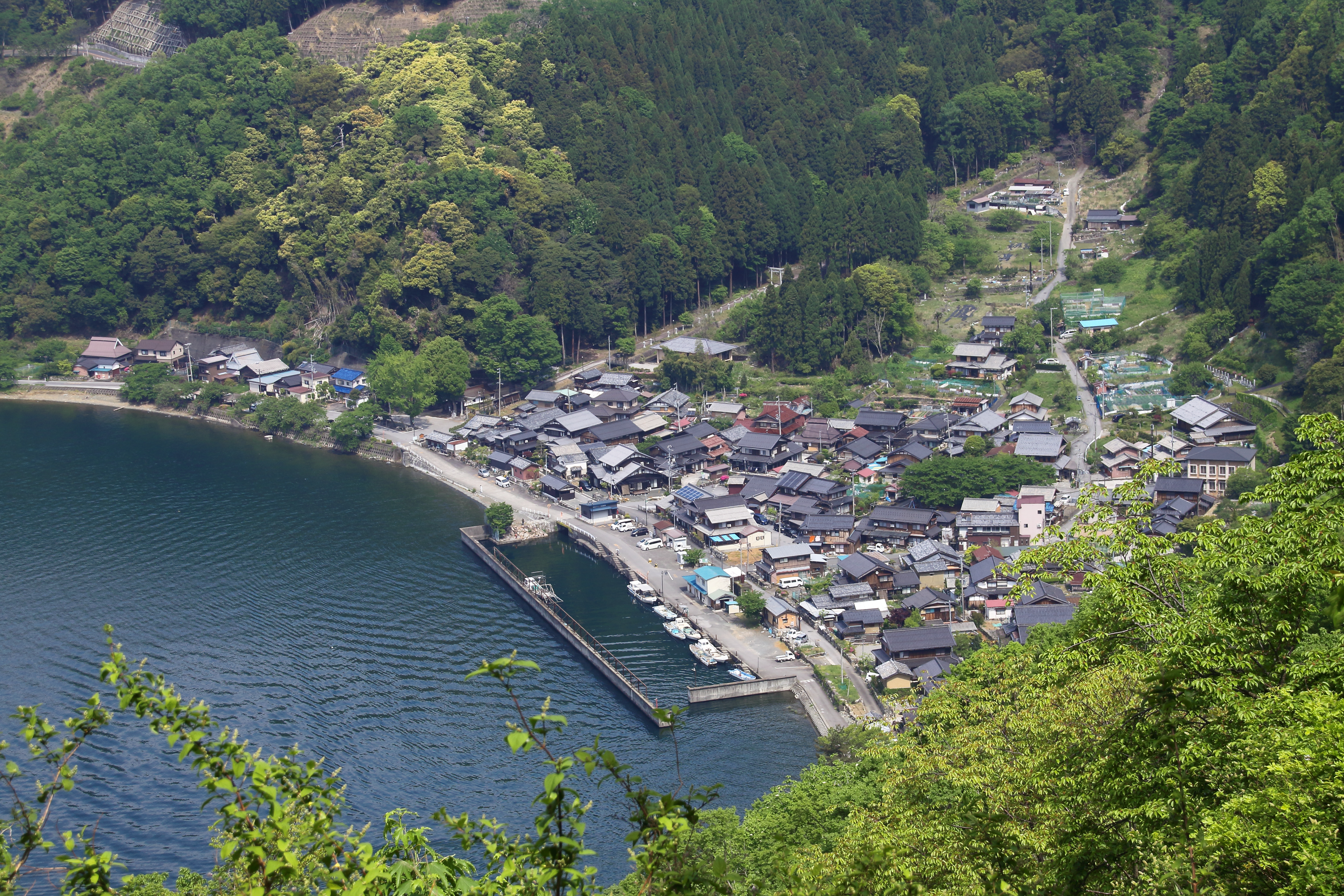
菅浦地区（俯瞰）
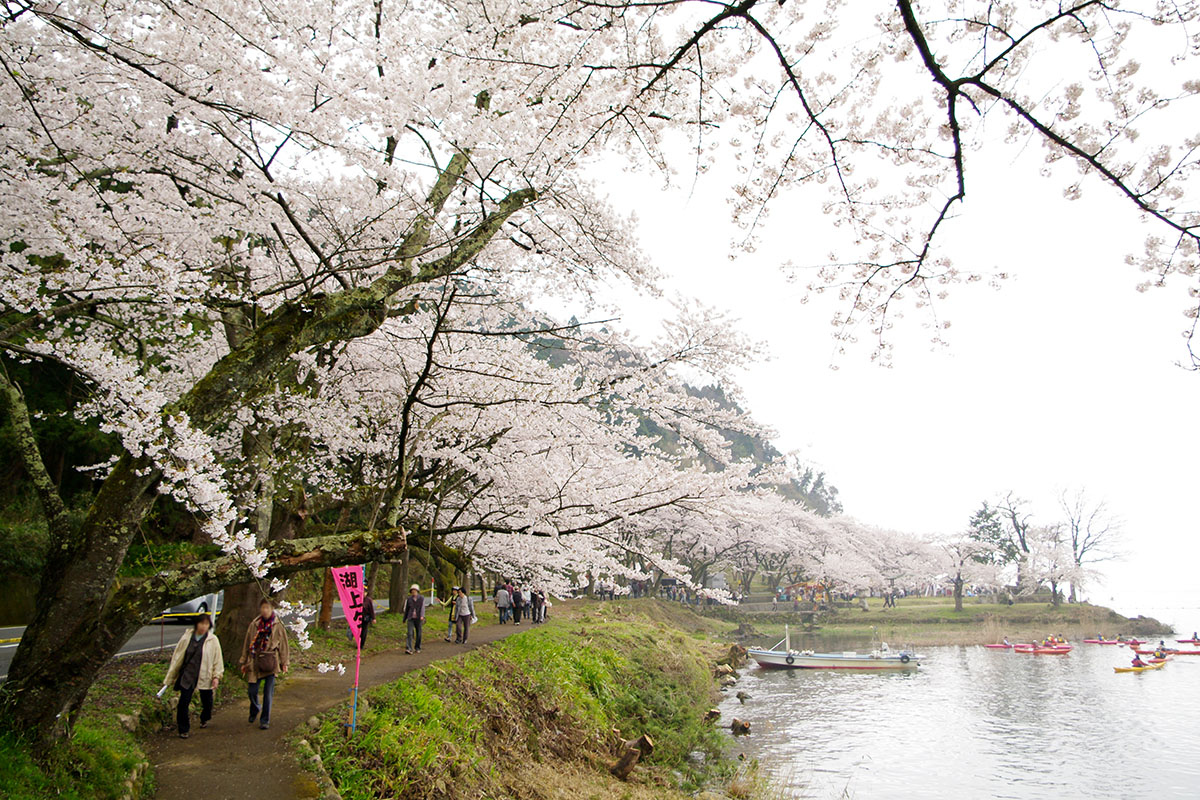
海津大崎

### 道の駅
- 道の駅塩津海道 あぢかまの里 - 国道8号沿い。
- 道の駅マキノ追坂峠 - 国道161号沿い。

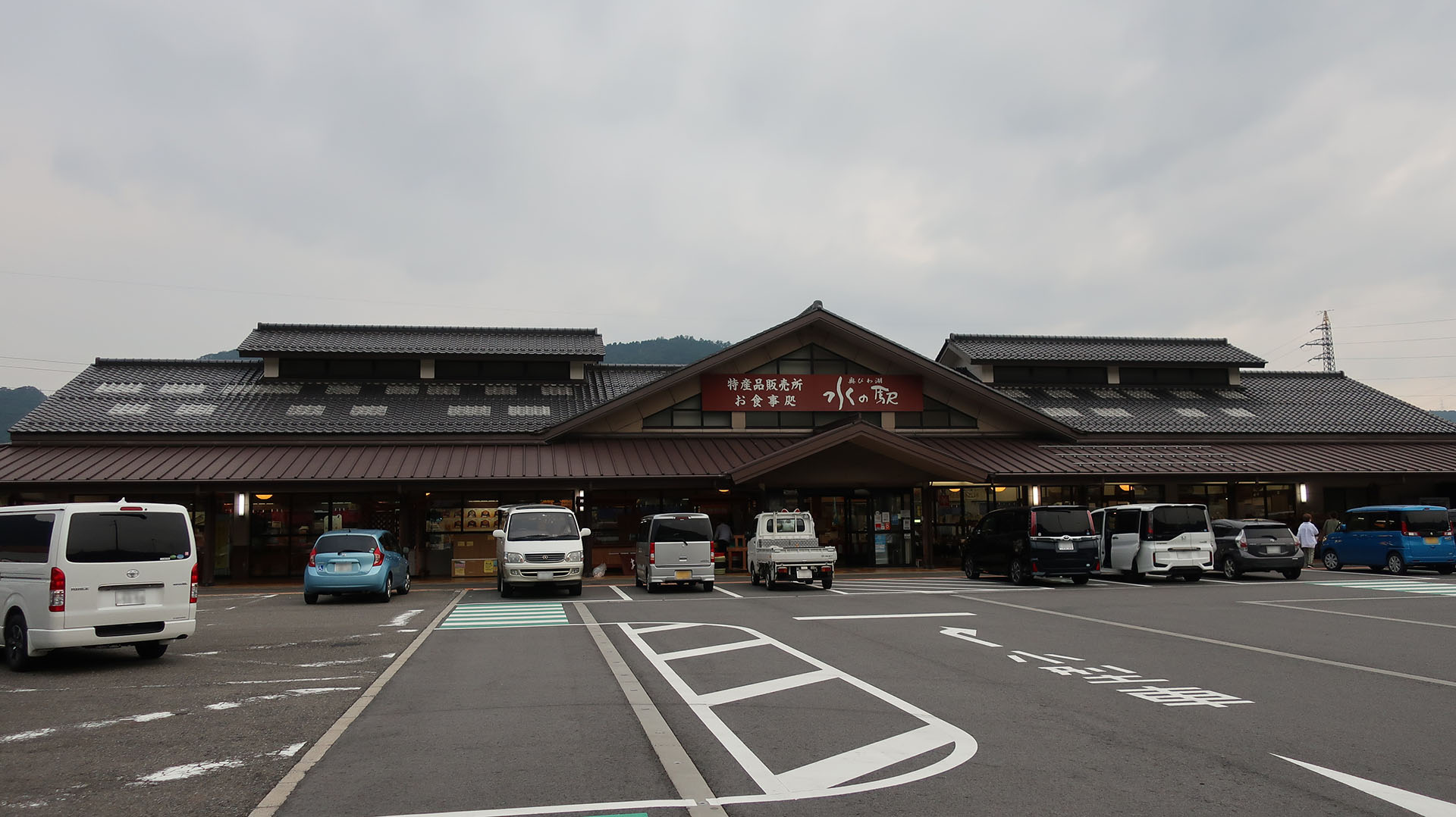
道の駅塩津海道 あぢかまの里
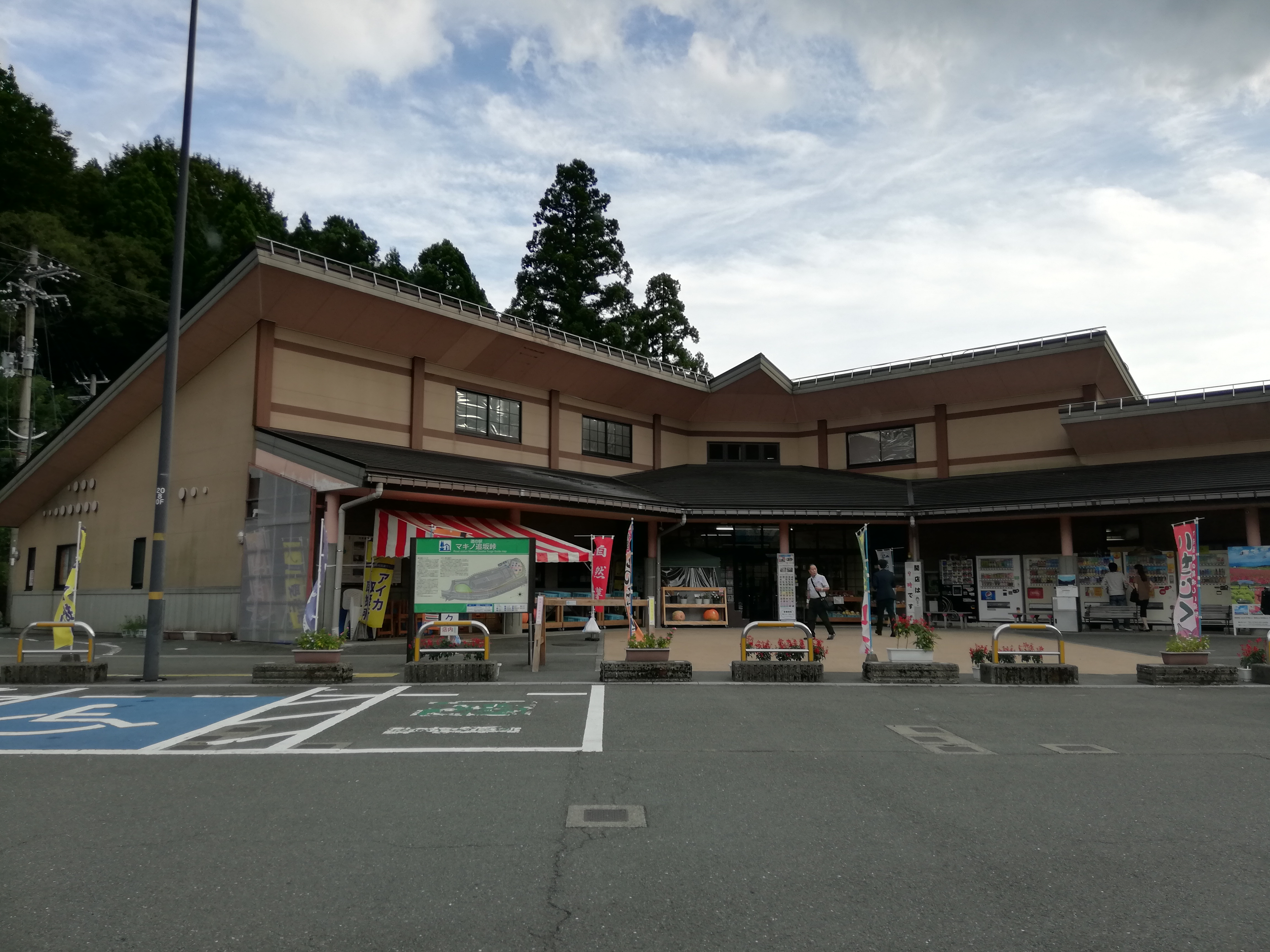
道の駅マキノ追坂峠